# Max braucht Schrott

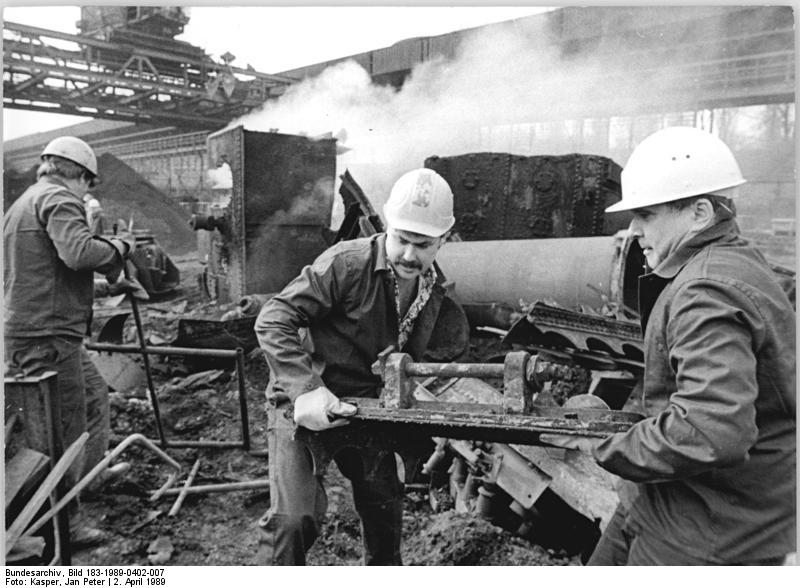
Bild der Schrottsammelaktion

Max braucht Schrott war der Name eines mehrmonatigen Arbeitseinsatzes von Jugendlichen im Jahr 1989 zur Sammlung von Schrott für das Stahlwerk Maxhütte im thüringischen Unterwellenborn.
Die Bezeichnung des Aufrufs wurde in Anlehnung an die FDJ-Losung Max braucht Wasser aus dem Jahr 1949 gewählt. Aufgrund des Rohstoffmangels in der DDR rief die FDJ die Jugendlichen im Januar 1989 dazu auf, Schrott zu sammeln und dem Stahlwerk Max zur weiteren Verarbeitung zur Verfügung zu stellen. Das Altmetall wurde hauptsächlich in anderen Betrieben gesammelt, es wurden aber auch nicht mehr genutzte Gleise ausgegraben und nach Unterwellenborn transportiert, so zum Beispiel die Schienen der bis 1971 in Brandenburg betriebenen Bahnstrecke Wusterwitz-Ziesar.